# John Rutter
John Milford Rutter (London, 24. prosinca 1945.), engleski skladatelj, dirigent, glazbeni aranžer, urednik i producent, uglavnom koralne glazbe.
Poznat je po svojim obradama Magnificata, božićnih pjesama Deck the Hall, Joy to the World i We Wish You a Merry Christmas (Mi želimo sretan Božić), operi Bang! i svom glavnom djelu Mass of the children (Dječja misa).
Smatra se "najpoznatijim i najuspjšenijim skladateljem božićnih pjesama (carolsa) u Engleskoj".

## Vanjske poveznice
- Službene stranice Johna Huttera pri www.johnhutter.com